# Agave sobria
Agave sobria ist eine Pflanzenart aus der Gattung der Agaven (Agave). Ein englischer Trivialname ist „Century Plant“.

## Beschreibung
Agave sobria bildet manchmal einen kurzen Stamm. Die offenen, sprossenden Rosetten erreichen Wuchshöhen bis 50 cm und einen Durchmesser bis 150 cm. Die variablen, dicken, linealisch bis lanzettenförmigen grauen bis bläulichen, häufig quer gebänderten Blätter sind 45 bis 80 cm lang und 5 bis 10 cm breit. Die welligen, bis warzigen Blattränder sind flexibel gezahnt. Der nadelige Enddorn ist 3 bis 6 cm lang.
Der rispige, schlanke Blütenstand wird 2,5 bis 4 m hoch. Die gelben Blüten sind 25 bis 35 mm lang und erscheinen am oberen Teil des Blütenstandes an unregelmäßig angeordneten Verzweigungen. Die breit trichterige Blütenröhre ist 3 bis 4 mm lang.
Die länglichen dreikammerigen Kapselfrüchte sind 50 bis 65 mm lang und 15 bis 18 mm breit. Die mondförmigen, schwarzen Samen sind 7 bis 8 mm lang und 5 bis 6 mm breit.
Die Blütezeit reicht von März bis November.

## Systematik und Verbreitung
Agave sobria wächst in Mexiko in Baja California Sur in Gebirgsregionen der Sierra de la Gigantea an Lavahängen bis 1050 m Höhe. Sie ist vergesellschaftet mit Sukkulenten- und Kakteenarten.
Die Erstbeschreibung durch Townshend Stith Brandegee ist 1889 veröffentlicht worden. Synonyme sind Agave affinis Trel., Agave carminis Trel. und Agave slevinii Johnston.
Es werden folgende Unterarten unterschieden:
- Agave sobria subsp. sobria
- Agave sobria subsp. frailensis Gentry
- Agave sobria subsp. roseana (Trel.) Gentry

Agave sobria ist ein Vertreter der Gruppe Deserticolae, die gekennzeichnet ist durch schmale, variable Blätter, schlanke Blütenstände und die Blütenröhrenstruktur. Typisch sind die schlanken Blüten mit den langen, schmalen Tepalen, den lanzettförmigen Blättern mit den entfernt stehenden Randzähnen. Sie ähnelt Agave cerulata, jedoch sind Unterschiede der Blattstruktur erkennbar. Agave sobria wird im Arizona-Sonora Desert Museum in Tucson kultiviert.